# Kel-Tec SU-16
 (mai 2019).
SU-16 est une série de carabines et de fusils semi-automatiques fabriquées par Kel-Tec (en) CNC Industries, Inc. de Cocoa (Floride), désignées dans le marketing de Kel-Tec sous le nom de "fusils de sport utilitaires". La série SU-16 se distingue par son design compact, léger et simple et sa capacité à être démontée et pliée en une configuration compacte pour le transport et le stockage. Alors que le canon, la culasse et le mécanisme sont en acier, la crosse, la boîte de culasse et la base du SU-16 sont fabriqués en plastique polymère à haute résistance.

## Variantes

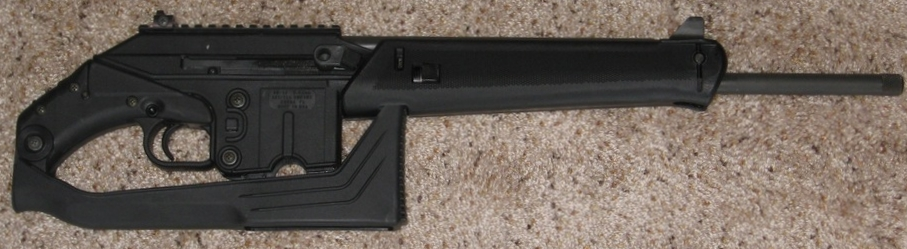
SU-16C avec la crosse en position repliée

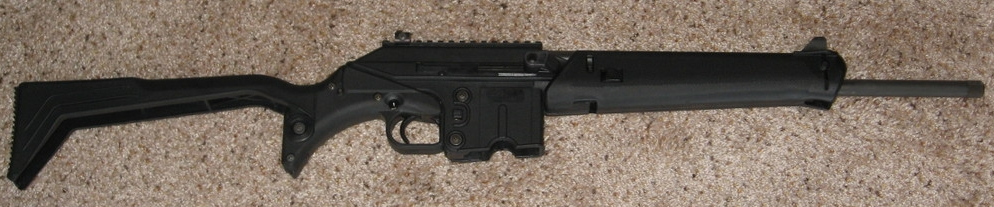
SU-16C avec la crosse en position fixe

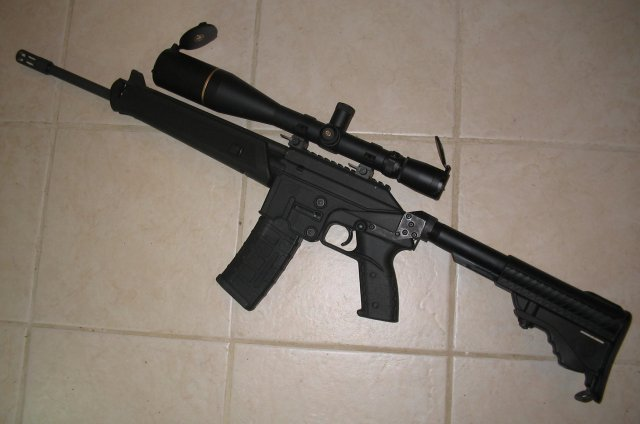
SU-16CA, avec poignée pistolet supplémentaire, crosse repliable, lunette de visée et cache-flammes

Il existe sept variantes du SU-16.

### SU-16A
Le SU-16A a un canon de 470mm et est livré avec un guidon à lame à réglage horizontal monté près de la bouche. Un rail Picatinny est placé sur le dessus de la carcasse. La crosse et le bloc mécanisme se replient sous la carcasse et se fixent au canon lorsque l'arme est repliée (l'arme est non opérationnelle dans cette configuration). Sous le canon du fusil se situent un bipied repliable intégré. La crosse comporte un évidement creux avec des crans à ressorts pouvant contenir deux chargeurs de 10 coups ou un chargeur de 20 ou 30 coups.

### SU-16B
Le SU-16B a les mêmes caractéristiques que le modèle A, mais dispose d'un canon plus léger, d'un guidon réglable de type M-16 et d'une hausse réglable. Certains utilisateurs ont critiqué le modèle B pour la construction légère de son canon, trop léger pour un tir soutenu.

### SU-16C
Le SU-16C a une véritable crosse repliable, car on peut l'utiliser avec la crosse pliée, à l'inverse des autres modèles dont la crosse et le bloc mécanisme étaient repliable. Le C a un canon de poids moyen, probablement en réponse aux critiques formulées à l’encontre du canon plus léger du modèle B. Le canon est fileté à la bouche et peut être monté avec des accessoires tels qu'un cache-flammes. Le guidon, qui est du type à poteau réglable M-16, est incorporé par-dessus le bloc de gaz et n’est pas amovible. Le C comprend également un cache-poussière alternatif sur la fenêtre d’éjection et une poignée de chargement déviant l’étui.

### SU-16CA
Le modèle SU-16CA incorpore la plupart des fonctionnalités du modèle C, à l’exception de la conception de la crosse véritablement repliable remplaçant la crosse qui se replie avec le bloc mécanisme du modèle A, ce qui empêchait l'arme de tirer lorsqu'elle était repliée. Cette modification rend la vente légale dans les pays interdisant les armes d'assaut , comme la Californie.

### SU-16D
Le modèle SU-16D est une version à canon court qui rend l'arme réglementée par la NFA comme un fusil à canon court, soumise à des restrictions de propriété et à des taxes de transfert. En raison de son canon court, le D n’inclut pas le bipied repliable, mais présente par ailleurs les mêmes caractéristiques que le modèle C, y compris la crosse pliante. Les modèles D comprennent également un deuxième rail Picatinny monté au bas.

### SU-16E
Le modèle SU-16E est une version du fusil à poignée pistolet. Il est muni d'un canon de 16 pouces, qui est également fileté à la bouche et peut être monté avec des accessoires.

### SU-16F
Le modèle SU-16F est une version à canon plus long qui ne peut pas être utilisé quand il est replié. Son canon de 18,5 pouces le rend conforme à la Loi canadienne sur les armes à feu, ce qui en fait une vente légale au Canada en tant que fusil sans restriction. Il comprend le bipied pliable / avant.